# Cabo Júlio
Júlio César Gomes dos Santos (Belo Horizonte, 19 de maio de 1970), conhecido como Cabo Júlio, é um político e militar brasileiro do Estado de Minas Gerais, filiado ao PMDB, que atualmente faz parte do Quadro de Praças da Reserva (Cb BM QPR) do Corpo de Bombeiros Militar do Estado de Minas Gerais (CBMMG).

## Biografia
É bacharel em Direito e Teologia, pós-graduado em Ciências Penais e mestrando em Direito Público.
Ingressou na Polícia Militar de Minas Gerais (PMMG) em 1º de dezembro de 1988, assentando praça no 5º BPM, Bairro Gameleira, Belo Horizonte, onde cursou por sete meses o Curso de Formação de Soldados (CFSD).
No ano de 1990 foi aprovado no Curso de Formação de Cabos e transferido logo após a promoção para o Batalhão de Choque.
Em 1997 foi o líder da greve da Polícia Militar de Minas Gerais por melhores salários, fato considerado a mais profunda crise política do Estado desde 1964 e que o deixou em grande evidência na mídia nacional, desencadeando em seguida, movimentos por melhores salários nas Polícias Militares de vários outros Estados da União.
Surgiu como líder natural dos policiais militares ao se apresentar na mídia para conceder esclarecimentos sobre o movimento por melhores condições salariais. O fato gerador do movimento foi um aumento salarial concedido pelo então Governador do Estado Eduardo Azeredo para os oficiais (tenente, capitão, major, tenente-coronel e coronel) da PMMG, em detrimento dos praças (soldado, cabo, sargento e subtenente).
Após a greve, foi expulso da Polícia Militar, juntamente com outros 184 policiais militares, com a acusação de liderar um motim em Belo Horizonte. Com a eleição do Governador Itamar Franco, foi anistiado e incorporado ao Corpo de Bombeiros Militar do Estado de Minas Gerais em 1999, Corporação esta, que adquiriu autonomia da PMMG a partir de então.
Foi eleito Deputado Federal em 1998, logo após o movimento, sendo reeleito em 2002. Foi envolvido no Escândalo dos Sanguessugas, no qual mais tarde confessaria ter feito parte.  Foi condenado a devolver 143 000 reais aos cofres públicos e ao pagamento de multa, mas recorreu. 
Em 2006 teve quase 60 mil votos, mas foi insuficiente para se manter na Câmara dos Deputados, ficando na suplência do mandato.
Foi vereador em em Belo Horizonte (2009-2012) sendo o primeiro praça eleito para o cargo na capital. Atualmente, exerce seu primeiro mandato como deputado estadual em Minas Gerais, sendo Membro efetivo das seguintes Comissões na Assembléia Legislativa do Estado de Minas Gerais: Comissão de Segurança Pública, Comissão de Defesa dos Direitos da Pessoa com Deficiência, e suplente na Comissão de Esporte, Lazer e Juventude. 
Fundou, em 2000, o Projeto Restaurando Vidas - Centro de Recuperação de Dependentes Químicos.
Obras publicadas: "Das trevas para a luz" (2002); "O dia em que a polícia parou: a verdadeira história da greve da polícia mineira que parou o Brasil (2002); "Um líder que faz a diferença em sua geração" (2013) e "Derrubando as muralhas" (2013)

## Escândalo dos Sanguessugas
O comandante do esquema de vendas de ambulâncias superfaturadas em Minas Gerais, o cabo reformado e ex-deputado federal, atualmente deputado estadual Júlio César Gomes dos Santos (PMDB), conhecido como Cabo Júlio. Um relatório da Polícia Federal, que o Estado de Minas teve acesso, acusa o deputado de receber propina da empresa Planam para liberar por meio de emendas orçamentais R$ 5 milhões para compra de ambulâncias para 20 prefeituras de Minas Gerais.